# Praissac
Praissac (en francès Prayssac) és un municipi francès del departament de l'Òlt, a la regió d'Occitània.
El municipi té Praissac com a capital administrativa, i també compta amb els agregats de Ròcas, los Cambons, Gamòt, los Carins, la Sèrra de Fanton, la Brossa, Noèu, los Calhaus, Matufla, las Landas Autas, Calvairac, lo Teron Bas, lo Teron Aut, la Sèrra de Teron, Niaudon, la Pencheneriá, la Pujada i Laurenç.

## Demografia
| 1962                                       | 1968  | 1975  | 1982  | 1990  | 1999  | 2006  |
| ------------------------------------------ | ----- | ----- | ----- | ----- | ----- | ----- |
| 1.850                                      | 1.975 | 2.065 | 2.160 | 2.233 | 2.300 | 2.439 |
| Des de 1962: població sense dobles comptes |       |       |       |       |       |       |

## Administració
| Període   | Identitat       | Partit             |
| --------- | --------------- | ------------------ |
| 1947-1953 | Lucien Fraysse  |                    |
| 1953-1965 | Maurice Faure   | Radical-socialista |
| 1965-1977 | Andrée Faure    |                    |
| 1977-1989 | Camille Couture |                    |
| 1989-     | Michel Lolmède  |                    |